# Brendan's Death Song
Brendan's Death Song is het derde nummer van het Red Hot Chili Peppers-album I'm with You uit 2011. Het werd uitgegeven als vijfde en laatste single van het album op 11 juni 2012 als digitale download.